# Galideus mocquerysi
Galideus mocquerysi är en insektsart som beskrevs av Pierre Adrien Prosper Finot 1908. Galideus mocquerysi ingår i släktet Galideus och familjen gräshoppor. Inga underarter finns listade i Catalogue of Life.